# 칼데레타
칼데레타(Kaldereta) 또는 칼데레타(caldereta)는 필리핀의 염소고기 스튜이다. 쇠고기, 닭고기 또는 돼지고기를 사용하는 변형 요리도 있다. 일반적으로 염소고기는 야채와 간 페이스트와 함께 끓이며 토마토, 감자, 올리브, 피망, 고추 같은 채소가 포함되며 간혹 토마토 소스가 포함된다. 칼데레타는 일반적으로 파티나 축제와 같은 특별한 경우에 제공된다.
칼데레타(Kaldereta)라는 이름은 스페인어로 '가마솥'을 뜻하는 '칼데라(caldera) 에서 유래했다. 이 요리는 이베리아 반도의 고기 스튜와 비슷하며, 스페인이 333년간 필리핀을 점령하던 시기에 필리핀으로 전파되었다.
또한 토마토, 감자, 당근, 피망을 주요 재료로 사용하기 때문에 아프리타다 와 메카도와 유사하다.

## 갤러리

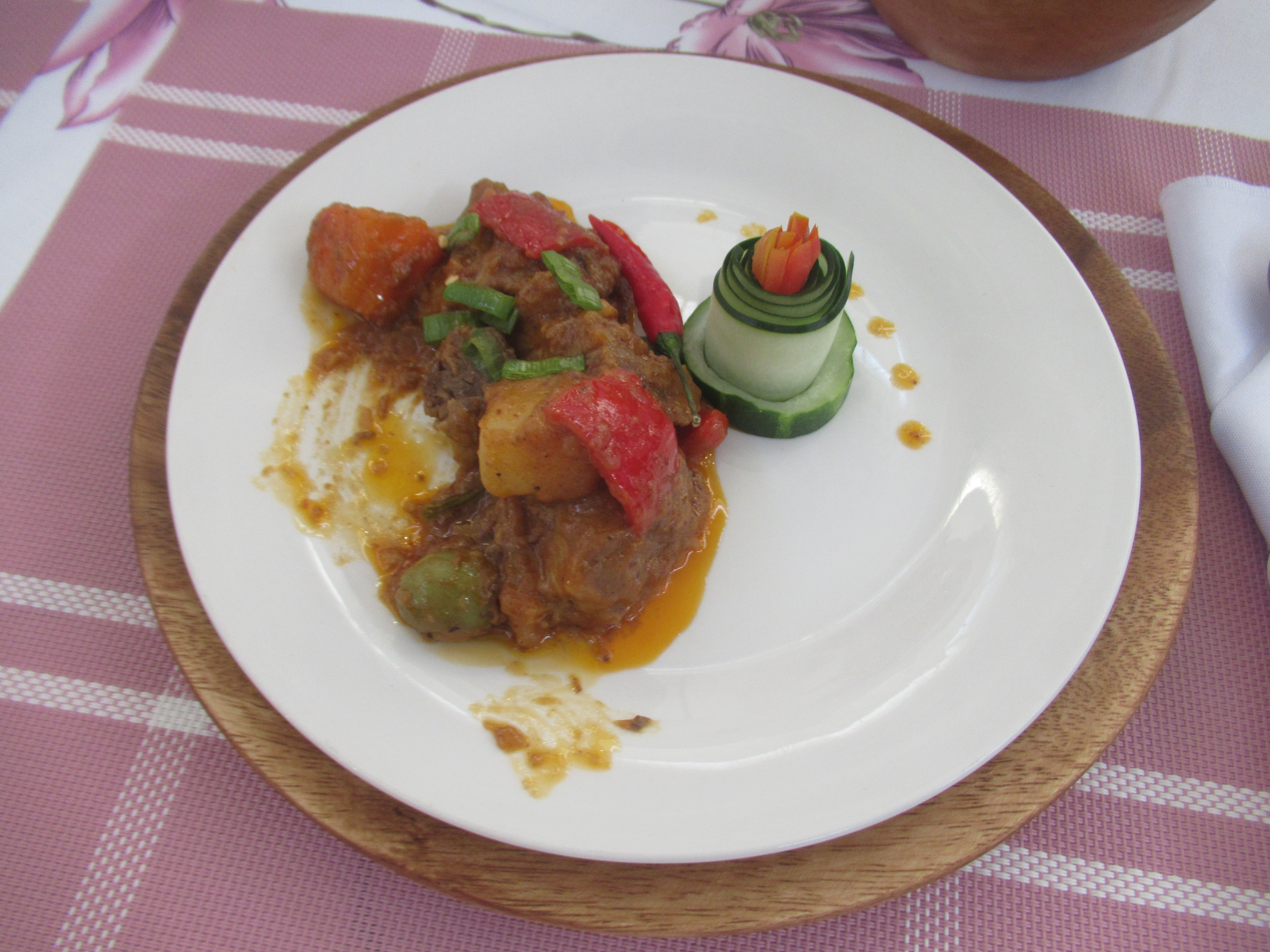
소고기 칼데레타
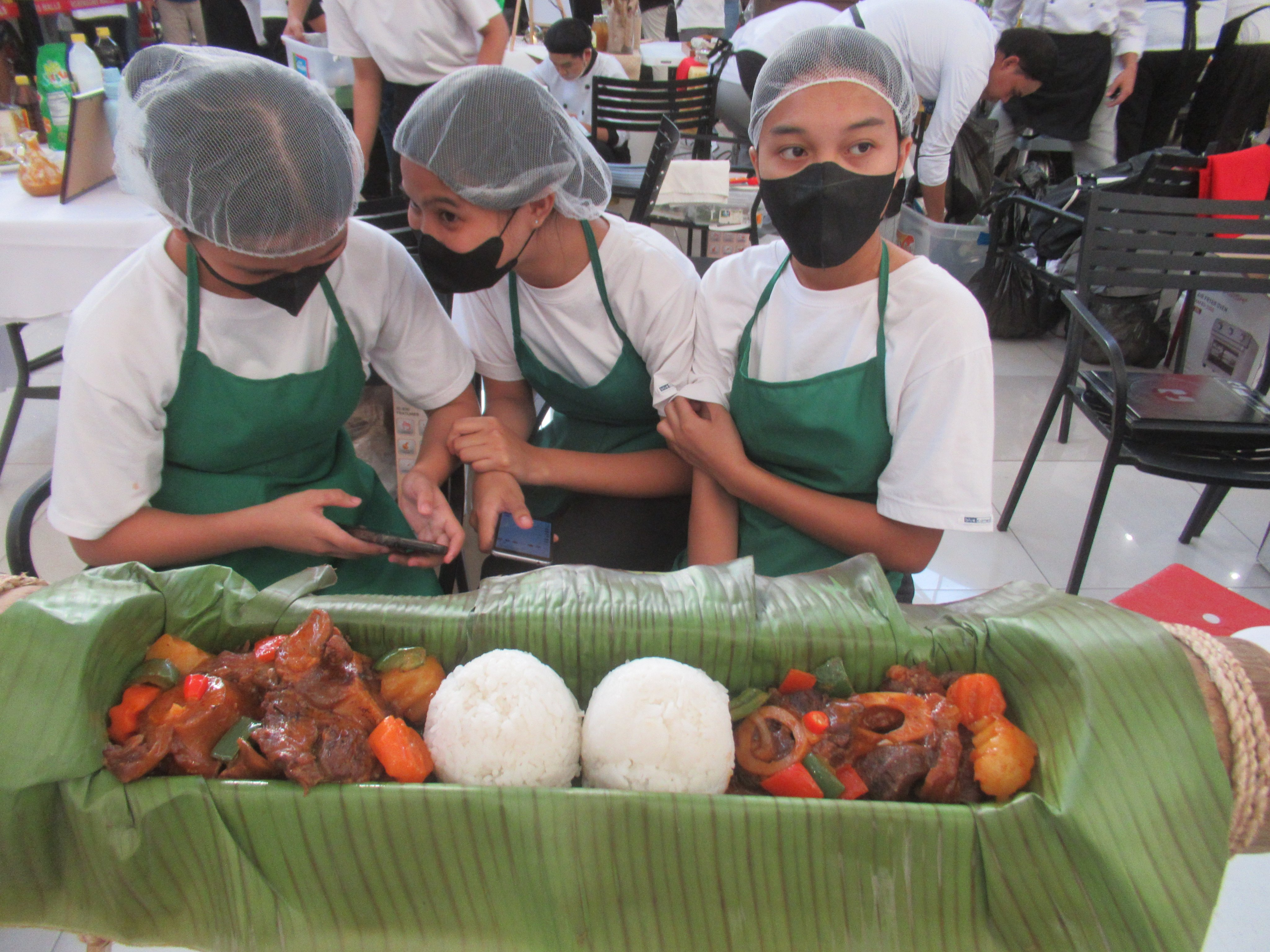
칼데 레탕 불랄로

## 같이 보기
- 메누도(스튜)
- 메카도
- 렝구아 에스토파도
- 렌당
- 스카우스(음식)
- 염소 요리 목록
- 스튜 목록

## 참고문헌
1. ↑  Dagoon, Jesse D; Dagoon, Aida L; Dagoon, Jasmin Flora L (1999). 《Culinary Arts I》. Manila: Rex Book Store, Inc. 138쪽. ISBN 971-23-2603-9. 2016년 6월 30일에 확인함.
2. ↑  Schwabe, Calvin W (1979). 《Unmentionable Cuisine》. University of Virginia Press. 152쪽. ISBN 0-8139-0811-6. 2016년 6월 30일에 확인함.
3. ↑  “Kalderetang Kambing Recipe”. 《Pinoy Recipe At Iba Pa》. 2011년 9월 22일에 확인함.
4. ↑  “Kalderetang Baka Recipe”. 《Pinoy Recipe At Iba Pa》. 2007년 12월 16일에 확인함.
5. ↑  “Chicken Caldereta Recipe”. 《Pinoy Recipe At Iba Pa》. 2011년 9월 22일에 확인함.